# قانون جینته
قانون جینته (هانجا: 賑貸法) یک سیستم تأمین اجتماعی امپراتوری گوگوریو بود که در طول قحطی‌ها و خشکسالی‌های بهاری به کشاورزان غلات وام می‌داد.
«جین» به ارائه غلات به نیازمندان در زمان قحطی اطلاق می‌شود، در حالی که «دائه» به اعطای وام برنج در بهار و بازپرداخت آن پس از برداشت پاییزی اشاره دارد. بر پایه منابع تاریخی، در سال شانزدهم سلطنت امپراتور گوگوک‌چئون از گوگوریو (۱۹۴ میلادی)، نظامی برای اعطای وام غلات از ماه مارس تا ژوئیه و بازپرداخت آن در اکتبر پیاده‌سازی شد که به «یولپاسو» شهرت یافت. این سیستم در دوره پادشاه سجونگ (۱۸۳۳-۱۹۱۰)، با انتصاب وی به مقام نخست‌وزیری، آغاز شد.در دوره سلسله گوریو، نظام‌های «هوک‌چانگ» (انبار سیاه) و «اوی‌چانگ» (انبار عدالت) جایگزین سیستم‌های پیشین شدند و در سلسله چوسون، «هوان‌گوک» (بازپرداخت غلات) جای آنها را گرفت. واژه «جین-دائه» در دوران چوسون نیز همچنان به کار می‌رفت. در کتاب «گیونگ‌گوک دائجون جوهه» (تفسیر قانون اساسی کشور)، در بخش وظایف مالی دولت، مفهوم «جین‌هیول» (کمک‌رسانی به مردم در زمان قحطی یا بلایا) تشریح شده و آمده است: «جین به معنای نجات دادن یا یاری رساندن و دائه به معنای وام دادن یا بخشیدن است. هنگامی که مردم با گرسنگی مواجه‌اند، دولت بدون دریافت سود، غذا به آنها قرض می‌دهد و منتظر می‌ماند تا پس از برداشت محصول، مبلغ وام بازپرداخت شود.»